# Departamento de Defesa da Austrália

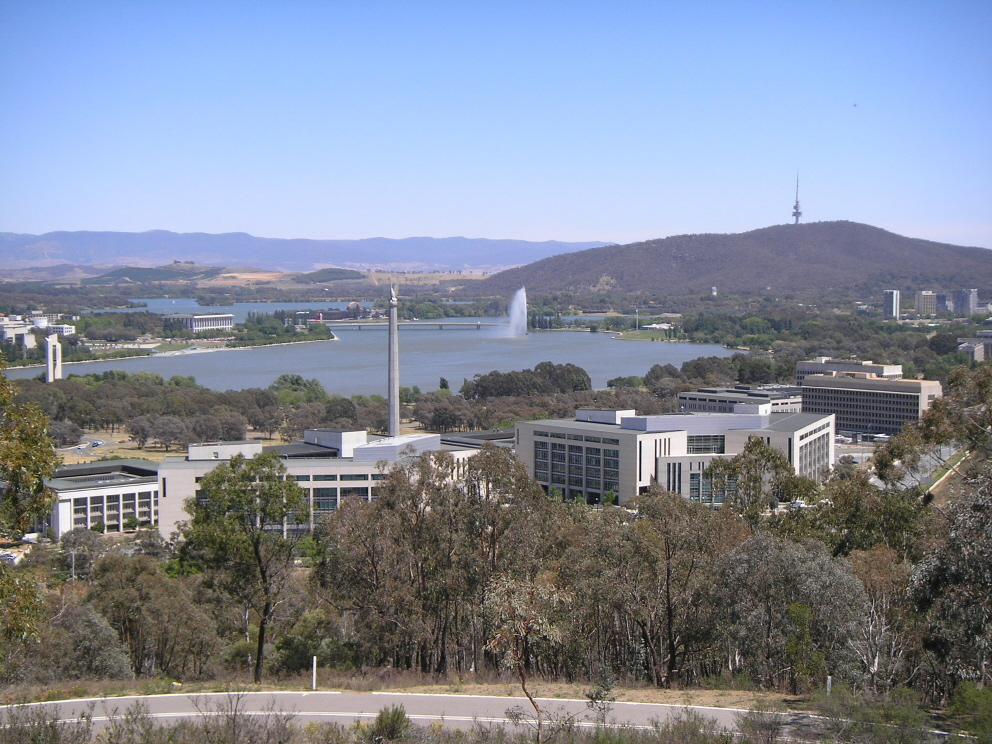
O complexo Russell Offices em Canberra contém a sede administrativa da Força de Defesa Australiana e abriga a Sede da Força Aérea.

O Departamento de Defesa da Austrália (Department of Defence) é um Departamento Governo da Austrália. Faz parte da Organização de Defesa Australiana, juntamente com as Forças Armadas da Austrália. A missão é defender a Austrália e os seus interesses nacionais.